# جاك فيليبس
جاك فيليبس (بالإنجليزية: Jack Phillips)‏ (1 يناير 1903 في المملكة المتحدة - ) هو مدرب كرة قدم ولاعب كرة قدم ويلزي في مركز الهجوم. لعب مع نادي برينتفورد ونادي روتشديل ونادي ساوثيند يونايتد ووست بروميتش ألبيون.

## وصلات خارجية
- جاك فيليبس على موقع قاعدة بيانات كرة القدم.إي يو (الإنجليزية)